# Oelamasi
De stad Oelamasi (Indonesisch: Kota Oelamasi) is de hoofdstad van het regentschap Kupang, provincie Oost-Nusa Tenggara, op West-Timor. 

## Geografie
Stad Oelamasi ligt aan de West-Timor-hoofdweg (Indonesisch: Jalan Nasional Trans Timor). Deze weg vormt de verbinding van Stad Kupang met Motaain, het dorp aan de grens van West-Timor met Oost-Timor.

## Demografie
In 2017 had de stad 15.013 inwoners.

## Geschiedenis
Per 22 oktober 2010 is de functie “Hoofdstad van het regentschap Kupang” overgegaan van Stad Kupang naar Stad Oelamasi, gelegen in het district Kupang Timur, ten oosten van de Baai van Kupang.